# Hugo-Maksimilian Kuusik
Hugo-Maksimilian Kuusik –conocido como Mart Kuusik– (8 de diciembre de 1885-14 de agosto de 1965) fue un deportista ruso que compitió en remo. Participó en los Juegos Olímpicos de Estocolmo 1912, obteniendo una medalla de bronce en la prueba de scull individual.

## Palmarés internacional
| Juegos Olímpicos | Juegos Olímpicos   | Juegos Olímpicos  | Juegos Olímpicos |
| Año              | Lugar              | Medalla           | Prueba           |
| ---------------- | ------------------ | ----------------- | ---------------- |
| 1912             | Estocolmo (Suecia) | Medalla de bronce | Scull individual |